# Baeochila
Baeochila is een geslacht van wantsen uit de familie van de Tingidae (Netwantsen). Het geslacht werd voor het eerst wetenschappelijk beschreven door Drake & Poor in 1937.

## Soorten
Het genus bevat de volgende soorten:

- Baeochila dehrana Drake & Maa, 1954
- Baeochila elongata (Distant, 1903)
- Baeochila horvathi Souma, 2020
- Baeochila nexa (Distant, 1903)
- Baeochila perinetana Drake
- Baeochila scitula Drake, 1948